# Kriegsdenkmünze
Kriegsdenkmünzen (Feldzugsmedaillen, Kriegsmedaillen, Erinnerungskreuze etc.) waren Ordensdekorationen, die im Gegensatz zu den eigentlichen Ehrenzeichen nicht Einzelnen als besondere Auszeichnung, sondern allen in ihrer Pflichterfüllung an einem Feldzug oder an einer bestimmten Aktion beteiligten Personen verliehen wurden.

## Beispiele

### Deutschland
Die Kriegsdenkmünzen wurden in der Regel gleich den Orden und Ehrenzeichen am Bande auf der Brust getragen. Die Medaillenform war die gebräuchlichste. Häufig wurden sie aus dem Metall eroberter Geschütze hergestellt. Durch Form, Metallart, Band oder Inschrift wurden Kriegsdenkmünzen für Kombattanten und Nichtkombattanten unterschieden. Zuweilen ging die Unterscheidung noch weiter (Düppeler Sturmkreuz, Alsenkreuz, Kriegsdenkmünze für die Feldzüge 1870–71).
Anhalt
Kriegsdenkmünze (Anhalt-Köthen)
Braunschweig
Waterloo-Medaille (Braunschweig)
Erinnerungs-Medaille für 1848–1849 (Braunschweig)
Frankfurt am Main
Kriegsdenkmünze 1813/1814 (Frankfurt am Main)
Kriegsdenkmünze für 1815 (Frankfurt am Main)
Kriegsdenkzeichen 1848–1849

Hannover
Kriegsdenkmünze 1813 (Hannover)
Kriegsdenkmünze 1814 (Hannover)
Waterloo-Medaille (Hannover)
Hansestädte
Kriegsdenkmünze der Hanseatischen Legion
Hessen-Homburg
Felddienstzeichen für den Feldzug 1849 (Hessen-Homburg)
Hessen-Kassel
Kriegsdenkmünze für 1814–1815 (gestiftet 1821)
Isenburg
Kriegsdenkmünze 1814 (Isenburg)
Mecklenburg-Schwerin
Kriegsdenkmünze für 1808–1815
Militärverdienstkreuz (Mecklenburg)
Nassau
Waterloo-Medaille (Nassau)
Medaille für das Gefecht bei Eckernförde
Oldenburg
Erinnerungsmedaille für die Veteranen 1848 und 1849 (Oldenburg)
Preußen
Kriegsdenkmünze für 1813/15 (Preußen)
Kriegsdenkmünze für 1864
Kulmer Kreuz
Reuß älterer Linie, Reuß jüngerer Linie
Erinnerungskreuz für Eckernförde
Sachsen
Kriegsdenkmünze 1814/1815 (Sachsen-Altenburg)
Sachsen-Altenburg
Erinnerungsmedaille für den Feldzug 1849
Sachsen-Coburg und Gotha
Erinnerungskreuz für Eckernförde
Schaumburg-Lippe
Gedenkkreuz für den Feldzug 1849
Waldeck
Feldzugsmedaille (Waldeck)#Feldzugmedaille 1849
Württemberg
Kreuze für den Feldzug 1815
Denkmünze für die Bekämpfung Badens 1849
Kriegsdenkmünze (Württemberg)
Deutsches Reich
Kriegsdenkmünze für die Feldzüge 1870–71 (Deutsches Reich)

### Frankreich
- Helenamedaille

### Großbritannien
- Britische Krim-Medaille
- Waterloo Medal

### Niederlande
- für den Feldzug gegen das Sultanat von Aceh

### Österreich-Ungarn
- Kriegsmedaille (Österreich)

### Russland
- für die Eroberung von Xiva
- für die Teilnahme am Russisch-Osmanischen Krieg (1877–1878)